# نبرد کلین
نبرد کلین در ۱۸ ژوئن ۱۷۵۷ میلادی طی جنگ هفت ساله میان ۵۴ هزار اتریشی به فرماندهی کنت فون داون در یک طرف و ۳۲ هزار پروسی تحت فرماندهی فردریک کبیر رخ داد. اتریشی‌ها در این نبرد حملات پروس را دفع کرده و به پیروزی رسیدند. این نبرد تنها پنج ساعت و نیم طول کشید و پروسی‌ها ۱۳۷۰۰ نفر و اتریشی‌ها ۸۱۰۰ نفر از دست دادند.